# Mittelsinn
Mittelsinn est une commune de Bavière (Allemagne), située dans l'arrondissement de Main-Spessart, dans le district de Basse-Franconie.

## Personnalités liées à la ville
- August Hagen (1843-1912), homme politique né à Mittelsinn.